# 帶電黑洞
帶電黑洞（或称为R-N黑洞），顧名思義就是帶有電荷的黑洞，他與一般黑洞不同的是，帶電黑洞有兩個視界，當物體穿越第一層視界時就一定被強大的重力吸往第二層視界，然後被潮汐力給撕碎，並且任何關於物體的資訊都會消失的無影無蹤。如果帶電黑洞的電荷太多的的話，將會出現所謂的極端RN黑洞，對它再加上任何一點的電荷的話，它的視界將會消失，並留下一個裸奇異點，這種奇異點性質怪異，在科学界仍存在许多争议。